# Philodendron tatei
Philodendron tatei är en kallaväxtart som beskrevs av Kurt Krause. Philodendron tatei ingår i släktet Philodendron och familjen kallaväxter.

## Underarter
Arten delas in i följande underarter:
- P. t. melanochlorum
- P. t. tatei